# 舒利西克
49°10′6″N 36°18′36″E / 49.16833°N 36.31000°E
舒利斯凱（烏克蘭語：Шульське）是位於烏克蘭東部的村莊，由哈爾科夫州洛佐瓦區的比利亞伊夫卡市鎮負責管轄。該村始建於1939年，面積0.47平方公里，海拔高度148米，2001年人口584，人口密度每平方公里1,239.9人。